# Похождения бравого солдата Швейка
«Похожде́ния бра́вого солда́та Шве́йка во вре́мя мирово́й войны́» (чеш. Osudy dobrého vojáka Švejka za světové války) — незаконченный сатирический роман чешского писателя Ярослава Гашека, опубликованный в 1921—1923 годах.
Действие романа происходит в 1914—1915 годах и представляет собой цепь едких сатирических новелл, описывающих жизнь Австро-Венгерской империи в последний период её существования. Главный герой романа — чех Йозеф Швейк, торговец крадеными собаками в Праге, узнаёт о начале мировой войны и немедленно отправляется на призывной пункт, чтобы послужить императору и отчизне. Карикатурный патриотический порыв приводит Швейка последовательно в полицейский комиссариат, сумасшедший дом, где его признают полным идиотом, военный госпиталь, военную тюрьму и, наконец, на военную службу: сначала в тылу, а затем — в пути на фронт в Галицию в составе маршевой роты.

## История создания и публикации
Впервые Швейк появляется в сборнике рассказов Гашека «Бравый солдат Швейк и другие удивительные истории», вышедшем в 1912 году. Вновь к тому же герою Гашек вернулся спустя пять лет: в июне 1917 года в Киеве вышла повесть «Бравый солдат Швейк в плену» в скромном карманном издании. По свидетельствам современников, она стала самой популярной среди вышедших в те годы в Киеве книг. Однако из тиража сохранилось лишь несколько экземпляров. Эта книга и стала прологом к роману.
После возвращения в Прагу писатель вновь возвращается к своему герою, теперь уже в монументальном романе в шести частях.
Роман выходил почти еженедельно отдельными тетрадями по 32 страницы, продававшимися за 2 кроны, первая появилась 14 марта 1921 года, о чём было объявлено в ироничных рекламных афишах. Большинство издателей отвергло «Швейка» из-за вульгаризмов, поэтому первые выпуски Гашек издавал со своим другом Франтой Зауэром за свой счёт. Они распространяли тираж, нанимая приятелей в трактирах агентами по распродаже за 20 % комиссионного вознаграждения. Первую часть «Швейка» писатель, вероятно, закончил в Праге (восемь тетрадей, 256 страниц). Вторую тетрадь второй части он, без сомнения, начал после переезда в Липнице (на что указывают конкретные топографические указания в рассказе бродяги из главы «Будейовицкий анабасис Швейка», где впервые появляется и само название «Липнице»). Вторую книгу Гашек написал за три с половиной месяца, начав третью незадолго до 9 января 1922 года, то есть тогда он писал около 32 страниц романа в день. Также за это время он отослал издателям не менее десяти рассказов для сборника «Мирная конференция» и некоторые публицистические статьи.
Вскоре после переезда в Липнице Гашек нанял секретарём сына местного полицейского — Климента Штепанека, который оставил ценные воспоминания о последних днях жизни писателя. Писатель диктовал ему почти ежедневно с 9 до 12 и с 15 до 17 часов, иногда не соблюдая это расписание. Обычно это было в трактире, иногда — на воздухе, возле купленного Гашеком весной 1922 года домика, а с октября — внутри.
Штепанек и часть друзей Гашека отмечают его необыкновенную память. Писатель диктовал роман без всяких предварительных заметок или набросков и лишь иногда пользовался картой и старыми австрийскими календарями, которые посылал ему издатель Сынек. Он всегда отлично помнил содержание отосланной издателю главы и начинал диктовать следующую, имея лишь небольшой листок бумаги с записью её последних строк. Написанный текст он никогда не перечитывал и не корректировал. В конце 1922 года автор начал четвёртую часть, но не успел довести её даже до середины. В последний раз он диктовал 29 декабря 1922 года за пять дней до смерти, последовавшей 3 января 1923 года.
По свидетельству Ивана Ольбрахта, Гашек собирался написать, что после Октябрьской революции Швейк «переходит на сторону народа и с народом участвует в освободительных боях в Китае». Известный советский художник Ярослав Николаев многократно вспоминал о своих встречах с Гашеком в Иркутске и заявлял, что писатель давал читать ему обширные наброски «Швейка в стране большевиков». Хотя рукопись не найдена, его рассказ правдоподобен в сопутствующих деталях.

## Сюжет

### Часть 1. В тылу
Йозеф Швейк, отставной пехотинец, а ныне торговец крадеными собаками в Праге, узнаёт об убийстве эрцгерцога Франца Фердинанда и начале мировой войны. Несмотря на приступ ревматизма, он с помощью своей кухарки, которая везёт его на тележке, немедленно отправляется на призывной пункт. Этот патриотический порыв приводит Швейка последовательно в полицейский комиссариат, сумасшедший дом, где его признают полным идиотом, военный госпиталь и, наконец, военную тюрьму, где его содержат как уклоняющегося от призыва симулянта. В тюрьме его встречает фельдкурат Отто Кац, безбожник и пьяница, который устраивает так, что Швейк становится его денщиком. После различных похождений у фельдкурата Швейк оказывается в денщиках у поручика Лукаша, которому Кац проигрывает солдата в карты. Швейк помогает Лукашу улаживать его любовные дела, однако затем происходит катастрофа: когда Лукаш поручает Швейку купить ему собаку, Швейк вместе со своим старым приятелем крадёт пинчера у полковника Крауса, который через несколько дней видит Лукаша гуляющим с краденым псом. В отместку полковник направляет Лукаша в маршевый батальон, который готовится к отправке на фронт.

### Часть 2. На фронте

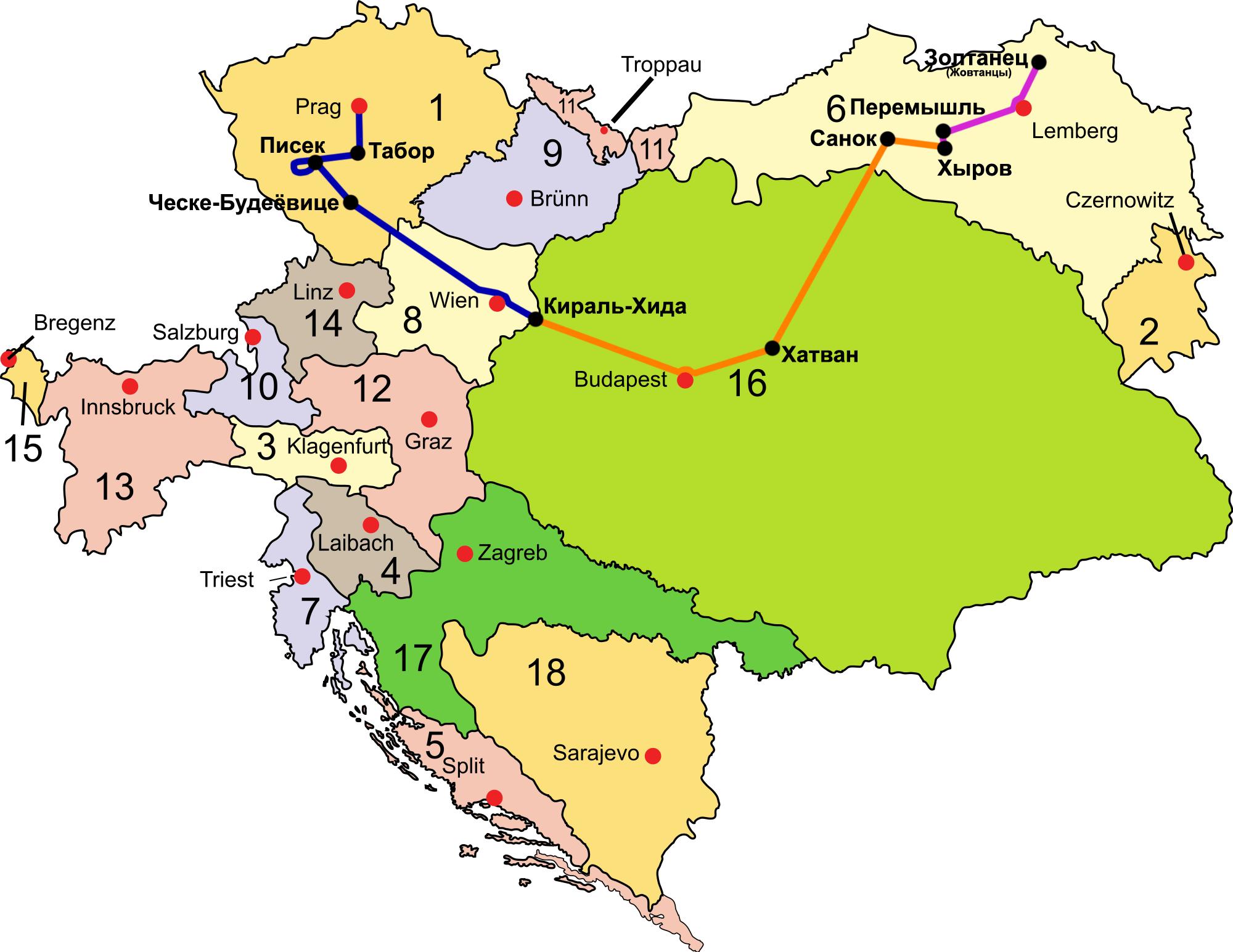
Путь Швейка по Австро-Венгрии
Описанный во второй части
Описанный в третьей части
Описанный в четвёртой части

Швейк и поручик Лукаш садятся в поезд до Будейовиц, однако на станции Табор Швейк отстаёт от поезда на радость поручику. В поисках своего 91-го пехотного полка Швейк совершает «будейовицкий анабасис» — пойдя в противоположную сторону, он ходит кругами и обходит несколько селений, попадая в разные передряги. В Путиме его арестовывают и принимают за русского шпиона, однако затем под охраной направляют в его полк в Будейовицы. Под арестом Швейк знакомится с вольноопределяющимся Мареком и проводит время в беседах с ним. Затем полк переводят в Кираль-Хиду. Там Швейк по поручению Лукаша пытается передать письмо венгерской даме, которая понравилась поручику, однако берёт с собой сапёра Водичку, ненавидящего венгров, в результате чего происходит драка чешских солдат с гонведами. Из-за поведения денщика Лукаш получает выговор и мечтает избавиться от Швейка. Швейка же после ареста внезапно для всех назначают ординарцем 11-й маршевой роты, которой командует Лукаш. Он знакомится со старшим писарем Ванеком и обжорой Балоуном, который становится новым денщиком Лукаша. Со дня на день полк обещают направить на фронт, однако отправление поезда всякий раз откладывается.

### Часть 3. Торжественная порка
Наконец, батальон погружают в поезд, который направляется на фронт в Галицию. Швейк проводит время за разговорами и ретивым исполнением указаний Лукаша. На стоянке в Будапеште становится известно, что в войну вступила Италия, однако направление следования маршевого батальона остается неизменным. Швейк вступает в конфликт со скандальным подпоручиком Дубом, который угрожает всем, что они «ещё узнают его с плохой стороны». В поезде снова появляется вышедший из-под ареста вольноопределяющийся Марек, которого назначают полковым историографом. В Саноке батальон высаживается и продолжает путь маршевым строем. Везде видны следы недавних боёв. Швейк и писарь Ванек выступают в роли квартирьеров, находя в селениях места для ночлега роты. При приближении к Фельдштейну Швейка, ради забавы надевшего найденную им одежду пленного русского солдата, арестовывают.

### Часть 4. Продолжение торжественной порки
Швейка в эшелоне русских пленных везут в Перемышль, где пленные задействованы на восстановительных работах. При этом Швейку не удаётся рассказать конвоирам о том, что он на самом деле чех, пока пленных не высаживают в Перемышле. Там Швейк признаётся в том, что он солдат австро-венгерской армии, но его тут же принимают за шпиона, подосланного русскими. Над Швейком устраивают военно-полевой суд, при этом генерал Финк жаждет как можно скорее повесить шпиона, однако остальные настаивают на том, что надо дождаться телеграммы из 31-го полка, которая подтвердила бы или опровергла слова Швейка. Когда телеграмма приходит, Швейка под конвоем направляют в штаб его бригады в Воялич, где принявший его полковник, оказавшийся в хорошем настроении, неожиданно освобождает Швейка от какого-либо наказания и приказывает выдать ему новый мундир. Швейк направляется в расположение своей роты на станцию Золтанец и вскоре встречает своих давних знакомых Марека, Ванека, Балоуна и других. Туда же из штаба бригады приезжает, несмотря на перенесённое сотрясение мозга, подпоручик Дуб…

## Персонажи
Часть из огромного количества персонажей романа имеет реальных прототипов, многим из своих героев Гашек даже не стал менять имена, хотя и поменял детали биографии. Так, многим из персонажей Гашек приписал детали собственной, весьма бурной биографии.

### Йозеф Швейк
Главный герой романа. До войны занимался продажей краденых собак. Несколькими годами ранее был уволен с военной службы по причине признания медиками «полным идиотом». Страдает ревматизмом, однако с началом войны изъявляет желание идти на фронт. В результате попадает в полицию, сумасшедший дом и гарнизонную тюрьму как дезертир и симулянт. Его признают годным к военной службе. Швейк успевает побывать денщиком у двух офицеров, и однако нелепая случайность приводит его в действующую армию, в тот же 91-й пехотный полк, где Швейк проходил срочную службу. По дороге на фронт Швейка назначают ротным ординарцем.
Швейк воспринимает всё происходящее вокруг него с невозмутимым, доходящим до абсурда оптимизмом. Все приказания начальства он принимается выполнять с неудержимым рвением, а результат его деятельности, как правило, совершенно непредсказуем. Любое происшествие он всегда готов прокомментировать подходящим к случаю рассказом из своей жизни.
Прототипом солдата Швейка стал реальный чех по имени Йозеф Швейк (1892—1965) — пражский ремесленник, с которым Гашек познакомился в 1911 году. Вскоре у Гашека появились первые рассказы с этим персонажем. Позднее Гашек ещё раз столкнулся с Швейком, уже находясь в плену в России, где они оба служили в добровольческих чешских частях. Возможно, эта встреча и послужила поводом к появлению романа. Кроме того, многочисленными и всем надоевшими историями из своей жизни был известен однополчанин Гашека по имени Франтишек Страшлипка, денщик реального поручика Лукаша. Ординарцем же в роте Лукаша был сам Гашек.

### Пани Мюллерова
Пани Мюллерова — квартирная хозяйка Швейка (в переводе Богатырева названа служанкой), боязливая тихая старушка, у которой он снимал комнату с пансионом. После того, как Швейк ушёл на войну, по приговору военного суда попала в концлагерь. Роман начинается с её фразы: «Убили, значит, Фердинанда-то нашего» (чеш. Tak nám zabili Ferdinanda). Известны две знакомые Гашека по фамилии Мюллерова, но ни одна из них тихой забитой старушкой не была.

### Паливец
Пражский трактирщик Паливец, содержит пивную «У чаши», где Швейк — постоянный посетитель. Грубиян и сквернослов («каждое второе слово у него было „задница“ или „дерьмо“»), однако «весьма начитан», то есть знает, каким словом ответила англичанам наполеоновская Старая гвардия в битве при Ватерлоо. Всячески сторонился разговоров о политике («это Панкрацем пахнет»), но тем не менее был осуждён на 10 лет за то, что портрет Франца-Иосифа в его трактире был загажен мухами. По свидетельству автора, «неуважение к императору и к приличным выражениям было у него в крови».
Пивная «У чаши» (чеш. «U kalicha») существовала в Праге во времена Швейка и работает по сей день по тому же адресу — улица На Боишти, 12. В 1910-е годы её хозяином был некто Вацлав Шмид по прозвищу Грубиян. Помощником официанта у него служил Йозеф Паливец, тоже отъявленный сквернослов; по слухам, он считал себя прототипом гашекова Паливца и очень этим гордился. Во времена ЧССР директором уже национализированного заведения некоторое время был человек по фамилии Паливец, и тоже попал в тюрьму, но за хозяйственное, а не политическое преступление.

### Бретшнейдер
Тайный агент полиции, постоянно пытающийся поймать окружающих на антимонархических высказываниях. Арестовал Швейка и Паливца. В ходе слежки за Швейком после освобождения последнего купил у того нескольких собак, которые его и загрызли от голода.
Предполагаемый прототип Бретшнейдера, сотрудник пражской полиции Шпанда-Бретшнейдер, в 1919 году уехал из Праги в Берлин, где служил в винном погребке.

### Доктор Баутце
Доктор Баутце (Bautze) — старший военный врач пражской призывной комиссии, который провёл медицинское обследование и признал годным Швейка, больного ревматизмом и ранее освобождённого по идиотизму. В любом намёке на болезнь усматривал попытку избежать военной службы. Любил повторять по-немецки, что «Весь чешский народ — банда симулянтов» («Das ganze tschechische Volk ist eine Simulantenbande»). Согласно рассказчику: «За десять недель своей деятельности он из 11 000 граждан 10 999 признал симулянтами и поймал бы на удочку одиннадцатитысячного, если бы этого счастливца не хватил удар в тот самый момент, когда доктор на него заорал: „Kehrt euch“! [Кругом!]». 

### Фельдкурат Отто Кац
Католический капеллан, еврей. Кац учился в пражском Коммерческом институте (который окончил и сам Гашек), успешно разорил фирму своего отца, поступил в армию вольноопределяющимся, ради карьеры крестился, сдал офицерский экзамен, но вместо военной академии спьяну поступил в семинарию и так стал фельдкуратом, то есть священником на военной службе. Неверующий, пьяница, развратник и игрок. Во время очередной службы в тюремной церкви увидел среди арестантов Швейка и выбрал его денщиком, но вскоре проиграл его в карты поручику Лукашу.
Похожую карьеру сделал однокашник Гашека по Коммерческому институту Ян Эвангелиста Эйбл: в начале войны принял сан, чтобы не попасть на фронт, после войны расстригся, умер в 1968 году. Фамилию Ибл Гашек дал другому фельдкурату, тому, о котором Швейк заметил «Мне нравится, когда люди становятся идиотами в квадрате» (первая глава третьей части).

### Поручик Лукаш
Офицер австро-венгерской армии, чех по национальности. Преподаватель школы вольноопределяющихся 73-го пехотного полка, после назначен командиром маршевой роты 91-го полка и отправлен на фронт.
Единственный, кроме Швейка, персонаж, действующий во всех частях романа. Несмотря на ряд отрицательных черт, в целом изображён положительно. По-доброму относился к солдатам — кроме собственных денщиков, которые всегда оказывались полными негодяями. Так как постоянно находился в сложных отношениях с начальством, то и очередное звание капитана ему задерживали. Свою принадлежность к чешскому народу рассматривал как членство в некой тайной организации («…в обществе он говорил по-немецки, писал по-немецки, но читал чешские книги, а когда преподавал в школе для вольноопределяющихся, состоящей сплошь из чехов, то говорил им конфиденциально: „Останемся чехами, но никто не должен об этом знать. Я — тоже чех…“»). Всё свободное от казарм, плаца и карт время посвящал женщинам, имел не меньше двух десятков любовниц.
Лукаш выиграл Швейка в карты у фельдкурата Каца, но скоро понял, что новый денщик приносит одни неприятности, исполняя все приказания абсолютно буквально. Все попытки отделаться от Швейка ни к чему не привели, а сменивший Швейка на посту денщика Балоун оказался ещё хуже. Несмотря на все неприятности, причинённые ему Швейком, в итоге начинает относиться к нему с некой симпатией.
Несомненный прототип — обер-лейтенант Рудольф Лукас, немец по национальности, командир роты 91-го полка, прямой начальник Гашека во время войны. К концу войны Лукас был капитаном, в армии Чехословацкой республики дослужился до майора. О Гашеке отзывался с уважением, как о храбром солдате и порядочном человеке. Гашек посвятил Лукасу несколько своих стихотворений.
За время службы в австро-венгерской армии Рудольф Лукас был награждён «Крестом заслуг 3-го класса» (Серебряным крестом заслуг с короной на военной ленте?), бронзовой и двумя серебряными «Медалями военных заслуг на ленте Креста военных заслуг» (то есть тремя медалями Signum laudis, эта награда не раз упоминается в романе), а также «Войсковым крестом императора Карла» (Karltruppenkreuz).

### Полковник Фридрих Краус фон Циллергут
Командир 73-го пехотного полка. Редкостный болван, что признавали даже его офицеры. Отличался умением пускаться в долгие рассуждения о значениях всем известных вещей: «Дорога, по обеим сторонам которой тянутся канавы, называется шоссе». Глуп и бездарен, но благодаря покровительству некоторых влиятельных лиц быстро продвигался по службе. Мстителен: после того как приятель Швейка, по его просьбе, украл собаку полковника, удовлетворил ходатайство Лукаша и определил Лукаша и Швейка в маршевый батальон 91-го полка, отправляющийся на фронт.

### Подпоручик Дуб
Офицер 91-го полка, призванный по мобилизации. По профессии — школьный учитель, по характеру — жестокий, мстительный дурак из тех, кого Швейк называл «идиотами в квадрате». Исповедует крайний патриотизм, страдает повышенной подозрительностью и метеоризмом, слывет доносчиком и испытывает особую неприязнь к Швейку. Изо всех сил пытается казаться военным до мозга костей, но кадровые офицеры полка презирают Дуба и сторонятся его. Швейк награждает Дуба званием «полупердун»; до полного «пердуна», то есть старшего офицера, в высшей степени непорядочного, придирчивого и глупого, Дубу не хватало возраста и чина. Собирательный образ (во всяком случае, гашековедам не удалось установить определённого прототипа Дуба).

### Кадет Адольф Биглер
Взводный командир в маршевой роте Лукаша, только что окончивший школу вольноопределяющихся (в данном случае кадет — не курсант военного училища, а кандидат в офицеры, стажёр). Недалекий мальчишка, романтик и начётчик, «самый большой дурак в роте», мечтает сделать блистательную военную карьеру и написать обширные мемуары о войне, даже придумал заголовки для десятков своих будущих книг. В силу своей глупости постоянно попадает в нелепые ситуации.
Заголовки книг, которые запланировал написать Биглер, очень напоминают названия многочисленных трудов генерала Эмиля Войновича де Белобреска (1851—1927), директора Военного архива в Вене (сам генерал Войнович тоже упоминается в романе).
Реальный Ганс Биглер учился в школе вольноопределяющихся одновременно с Гашеком, прошёл всю войну, офицерский чин получил после первого же сражения, в котором участвовал. Он жил в Дрездене по крайней мере до 1955 года, на старости лет окончил медицинское училище, работал медбратом в больнице и даже мечтал стать врачом.

### Сапёр Антонин Во́дичка
«Старый» солдат сапёрного подразделения 87-го пехотного полка — Infanterieregiment Freiherr von Succovaty Nr.87, необразованный и грубый, но верный товарищ, готовый кинуться за друга в любую свалку. Именно с ним Швейк договаривается встретиться «в шесть часов вечера после войны». Страстный чешский националист и ненавистник мадьяр; как самые сладостные моменты своей жизни вспоминает драки с венграми. Философское замечание Швейка «Иной мадьяр и не виноват, что он мадьяр…» вызывает у Водички бурю возмущения. Реальный человек, умер в 1950-х годах.

### Балоун
Крестьянин («мельник из-под Чешского Крумлова»), призванный в солдаты, неуклюжий бородатый великан. Следующий за Швейком денщик Лукаша. Был выбран на эту должность старшим писарем Ванеком. Невероятно прожорлив, постоянно страдает от голода, набрасывается на любую еду, которую видит: от офицерского пайка своего патрона до сырого теста в чужом сельском доме, любит рассказывать, как, что и сколько он привык есть у себя дома в деревне.

### Вольноопределяющийся Марек
Весёлый бунтарь, друг Швейка. На военной службе занимается в основном тем, что изобретает способы издеваться над начальством всех рангов; в дуэте со Швейком это у него получается особенно эффектно. Назначенный историографом батальона, тут же принялся сочинять «впрок» фантастические фронтовые подвиги своих сослуживцев и командиров, пародируя официальную пропаганду в духе песни о канонире Ябуреке. На фронте собирается не столько воевать, сколько при первом же случае сдаться русским. Основным прототипом Марека считается сам автор. Многие эпизоды из биографии Марека Гашек взял из своей жизни. Это сам Гашек впервые явился в полк и встал в строй в штатской одежде и в цилиндре; в 1915 году Гашек обучался в школе вольноопределяющихся в Ческе Будейовице, и за сочинение крамольных стишков сидел на той самой гауптвахте, где Швейк знакомится с Мареком; как Марек, ходил в самоволку с липовой «Книгой заболевших» под мышкой. Уморительный вставной рассказ о том, как Марек редактировал зоологический журнал, тоже основан на факте из биографии Гашека. Имя Карел Марек носил один из знакомых Гашека и Й. Лады.

### Капитан Сагнер
Командир маршевого батальона 91-го полка. Типичный имперский офицер — не блистающий умом вороватый солдафон и карьерист, но при этом не лишён чувства справедливости и собственного достоинства. Учился вместе с Лукашем в кадетской школе, но обошёл его по службе и стал непосредственным начальником. Едет на фронт второй раз. По словам Ванека, «Сагнер вздумал где-то в Черногории отличиться и гнал одну роту за другой на сербские позиции под обстрел пулемётов… А вчера он будто бы распространялся в собрании, что мечтает о фронте, готов потерять там весь маршевый батальон, но себя покажет и получит signum laudis. За свою деятельность на сербском фронте он получил фигу с маслом, но теперь или ляжет костьми со всем маршевым батальоном, или будет произведён в подполковники, а маршевому батальону придётся туго».
Маршевым батальоном, с которым Я. Гашек в июне 1915 года отправился на фронт в роте Р. Лукаша, командовал обер-лейтенант Венцель, то есть офицер, равный по званию Лукашу. В третий полевой батальон 91-го полка, под командование капитана Сагнера, Лукаш и Гашек попали уже на фронте. Реальный Винцент Сагнер начал войну обер-лейтенантом, согласно офицерским спискам 91-го пехотного полка 1914 года, получил несколько боевых наград (в том числе два «Знака доблести» — тех самых Signum Laudis), закончил жизнь трагически — в 1927 году умер в психиатрической больнице.

### Фельдфебель Ванек
Старший писарь 11-й роты. Считает себя ключевой фигурой в роте, поскольку ведёт весь финансовый и материальный учёт (при этом, само собой, не забывая о своих интересах). К моменту появления в романе успел уже трижды побывать на фронте, и потому несколько снисходительно относится даже к ротному командиру, позволяет себе уверенно рассуждать о вопросах тактики, и в конце концов раздражённый Лукаш бросает: «Только не воображайте, пожалуйста, что, когда начнётся бой, вы опять случайно очутитесь где-нибудь в обозе и будете получать ром и вино». Прототипом послужил приятель Гашека по военной службе Ян Ванек.
Реальный фельдфебель Ванек награждён двумя медалями «За храбрость» (Tapferkeitsmedaille) — бронзовой и малой серебряной.

### Полковник Шредер
Командир 91-го полка. По глупости и жестокости, в соответствии с чином, занимает промежуточное положение между капитаном Сагнером и изображёнными в романе генералами. В то же время обладает своеобразными понятиями об армейской чести: восхищается верностью Швейка, который на допросе сожрал письмо поручика Лукаша к госпоже Каконь, чтобы выгородить командира. По словам Марека, Шредер ничего так не боится, как фронта, хотя многие офицеры считают его настоящим фронтовиком. Именно Шредер назначил Швейка ординарцем к Лукашу в момент, когда Лукаш уже радовался, что навсегда избавился от бравого солдата.

### Полковой повар Юрайда
Автор характеризует его как «повара-оккультиста»: до войны Юрайда издавал мистический журнал. Несмотря на любовь к книгам из серии «Загадки жизни и смерти», неистощим на кулинарные выдумки во фронтовой обстановке. На досуге писал сатирические письма жене, обыгрывая глупости быта офицеров.

### Вахмистр Фландерка

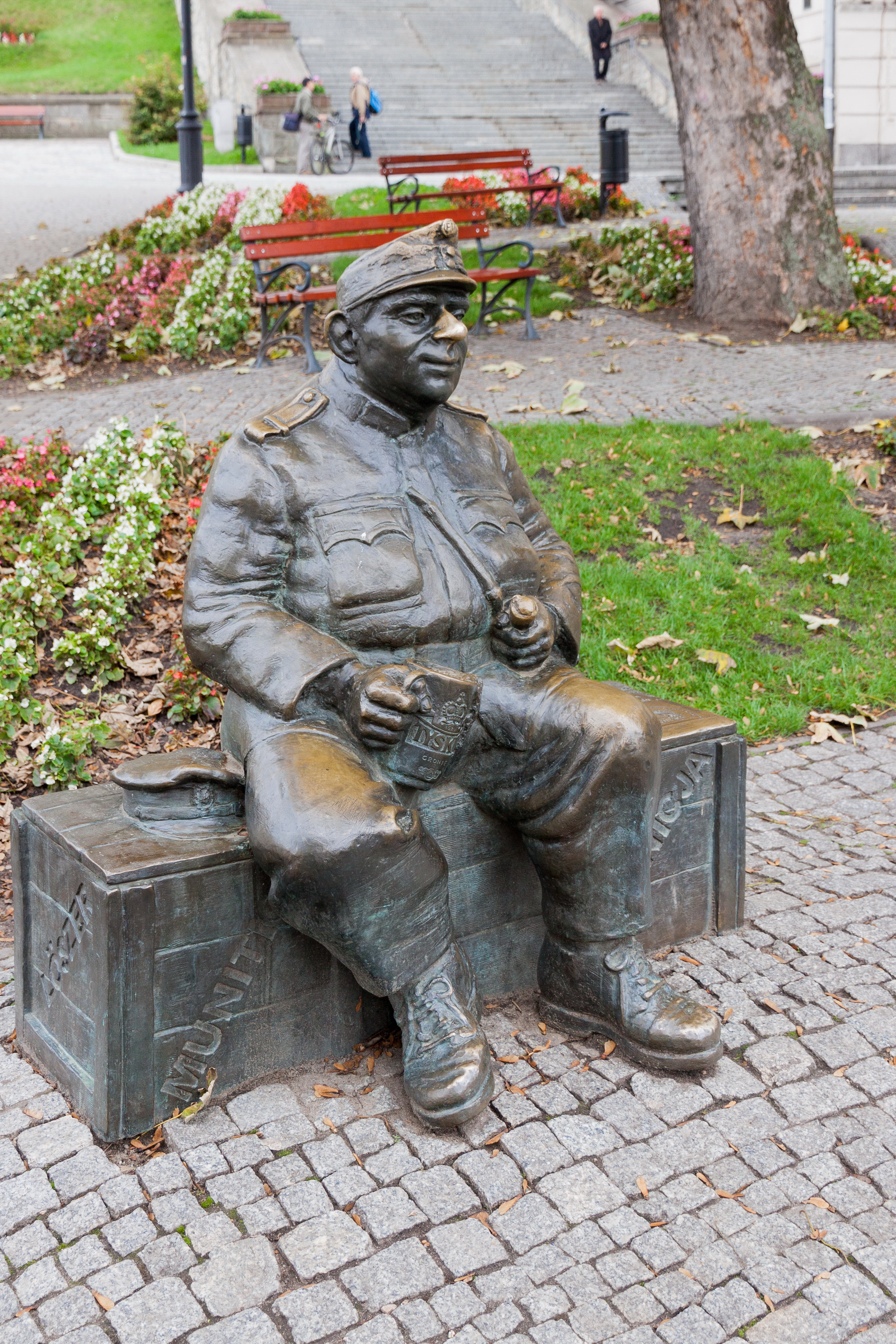
Памятник Швейку в Перемышле (Польша)

Начальник жандармского отделения в городке Путиме. Воображает себя искусным следователем и тонким психологом. Мечтает о счастливом случае, который моментально вознесёт его по карьерной лестнице, а тем временем сочиняет липовые отчёты и пропивает казённые деньги из секретного фонда. Швейк попал к нему в руки во время своего «будейовицкого анабасиса», и Фландерка тут же решил, что дождался желанной удачи — разоблачил русского офицера-шпиона. Это не мешает ему вдребезги напиться в компании Швейка и своего ефрейтора. В конце концов Швейку приходится будить своих незадачливых охранников.

## Художественные особенности
«Похождения Швейка», по сути и по форме, роман-карикатура. Пародия, гротеск и гипербола — основные методы автора. Подчеркнуто реалистичные образы, приземленные бытовые ситуации у Гашека складываются в фантастическую, абсурдную картину всеобщей глупости и умопомешательства, на фоне которой «официальный идиот» Швейк выглядит чуть ли не самым здравомыслящим персонажем, по выражению чешского литературоведа Радко Пытлика, «клоуном, от которого отскакивает абсурд». Панегирики, которые Швейк то и дело провозглашает то тюремным порядкам, то царствующему дому, то романтике войны, оказываются куда более злой сатирой, чем любые колкости и разоблачения.
Роман содержит множество деталей и намёков, хорошо понятных современникам Гашека, жившим в Австро-Венгерской империи. Нынешнему читателю многие тонкости сюжета и значения реплик персонажей непонятны без обширных комментариев. Герои разговаривают языком «низов», чешской городской полукриминальной среды, крестьянства, имперской многонациональной армии. В переводах неизбежно теряется значительная часть языковой игры, на которой построены многие сцены романа. Например, имеет большое значение, как и когда персонажи смешивают чешские и немецкие слова и реплики, как употребляют диалектизмы и немецко-чешские дериваты. Так, Швейк не случайно обращается к Лукашу в одних ситуациях по-чешски «pane nadporučíku» («господин надпоручик»), а в других — на смеси чешского и немецкого «pane obrlajtnant» («господин обер-лейтенант»).
Другая яркая особенность романа — обилие обсценной лексики. Речь персонажей изобилует неприкрытыми крепкими ругательствами на чешском, немецком, венгерском, польском и сербском языках. Гашек особо обосновывает это в послесловии к первой части романа:

Жизнь — не школа для обучения светским манерам. Каждый говорит как умеет. Церемониймейстер доктор Гут говорит иначе, чем хозяин трактира «У чаши» Паливец. А наш роман не пособие о том, как держать себя в свете, и не научная книга о том, какие выражения допустимы в благородном обществе. Это — историческая картина определённой эпохи.
Если необходимо употребить сильное выражение, которое действительно было произнесено, я без всякого колебания привожу его здесь. Смягчать выражения или применять многоточие я считаю глупейшим лицемерием. Ведь эти слова употребляют и в парламенте.

Правильно было когда-то сказано, что хорошо воспитанный человек может читать всё. Осуждать то, что естественно, могут лишь люди духовно бесстыдные, изощрённые похабники, которые, придерживаясь гнусной лжеморали, не смотрят на содержание, а с гневом набрасываются на отдельные слова.
В русских переводах ругательства более или менее смягчены или оставлены в оригинальном начертании без конкретного перевода.
В романе упоминается множество реальных персон того времени — пражских полицейских, тюремных надзирателей, судей, врачей, священников, рестораторов, преступников, журналистов, проституток. Герои посещают существовавшие в действительности питейные заведения и публичные дома. Встречаются даже достоверные тексты газетных объявлений. Многим вымышленным персонажам Гашек дал имена своих знакомых.
Особый пласт романа составляют так называемые «истории по случаю», рассказываемые Швейком и другими персонажами (таких историй в романе около двухсот). В них часто встречаются комические повторы. Например, в 14-й главе первой части Швейк представляется сыном «Яреша, того, что из Ражиц» (то есть деда самого Гашека), а во 2-й главе второй части бродяга рассказывает якобы дезертировавшему Швейку, что сына Яреша из Ражиц расстреляли за дезертирство, «а перед расстрелом прогнали его сквозь строй и вкатили шестьсот ударов палками, так что смерть была ему только облегчением и искуплением».

## Оценки и влияние
Несмотря на то, что вскоре после смерти Ярослава Гашека в акте, составленном издателем Шольцем и адвокатом Червинкой, по поводу «похождений Швейка» говорилось: «Через десять лет новому поколению содержание произведения будет уже неясным, и едва ли найдутся для него читатели», роман пережил отведённый ему недолгий срок. Помимо множества переизданий, он также оказал существенное влияние на развитие мировой литературы.
Так, многие литературные критики считают «Швейка» первым антивоенным романом, непосредственно предвосхищающим «На западном фронте без перемен» Ремарка. Известный американский писатель Джозеф Хеллер заявлял, что если бы он не прочитал Швейка, то никогда не написал свой антимилитаристский роман «Уловка-22».
Анатолий Луначарский сказал о влиянии Швейка на Россию:

Швейк — победная фигура вашей литературы. Его образ необыкновенно популярен у нас. Как в комедии дель арте он стал стандартным, типовым персонажем в большевистских кабаре. Куплетисты с немыслимым именем «русский Швейк» поют в каждом небольшом кабаре.
По мнению чешского прозаика Милана Кундеры роман Гашека «отражает ту же эстетическую тенденцию, что и романы Кафки… или Броха»
Известный английский историк Эрик Хобсбаум поместил роман Гашека (назвав его «двусмысленной буффонадой») в ряд наиболее ярких произведений европейского авангардного искусства, порождённых Первой мировой войной и её революционными последствиями.

## Продолжения и подражания
Уже в 1923 году чешский писатель Карел Ванек, который по просьбе издателя заканчивал четвёртую часть оригинального романа Гашека (главы 3—6), выпустил книгу «Приключения бравого солдата Швейка в русском плену» (чеш. Osudy dobrého vojáka Švejka v ruském zajetí).
Сатира романа во многом была направлена против немецкого милитаризма, поэтому неудивительно, что в годы Второй мировой войны Швейк вновь стал чрезвычайно актуальным.
В разных странах Европы появлялись новые похождения Швейка, в которых находчивый герой водил за нос немецких офицеров или просто сражался против них. В СССР появлялись целые сериалы похождений Швейка.
На 16-й день после начала Великой Отечественной войны в газете Черноморского флота капитан-лейтенант А. В. Баковиков начал публиковать главы «Новых похождений Швейка». Всего было опубликовано 13 глав, причём уже в первой из них Швейк пророчествует:

Этот идиот Гитлер объявил Советам войну. Не иначе как он решил покончить самоубийством. Живым он из этой войны не выйдет.
Главы Баковикова читались по московскому радио бойцам и офицерам Красной Армии в программе «Слушай, фронт!» и, весьма вероятно, оказали немалое влияние на количество подражаний. Вскоре после этих передач появляются в газетах рассказы о Швейке от писателя Л. И. Раковского, М. Р. Слободской за три года создал около 90 глав повести «Новые похождения Швейка», которые распространялись Прессбюро агитации и пропаганды Главпура Красной Армии для перепечатки во фронтовых и армейских газетах, а позднее даже издавались отдельными изданиями. По этому же циклу была создана комедия-памфлет, которую поставил Театр сатиры в Москве и труппа Эстонского художественного ансамбля на Урале. А в 1943 году вышел фильм «Новые похождения Швейка» по сценарию Е.Помещикова и Н.Рожкова.
В 1944 году в Москве вышло два сборника юмористических рассказов под названием «Швейк 20 лет спустя», написанные на чешском языке. Рассказы транслировались на территорию оккупированной Чехословакии радиостанцией «За национальное освобождение».
Современный чешский писатель Мартин Петишка написал роман «Приключения бравого солдата Швейка после Второй мировой войны» (чеш. Osudy dobrého vojáka Švejka po druhé světové válce). Роман издан в 1993 году под псевдонимом Йозеф Ярослав Марек — автор якобы внук вольноопределяющегося Марека.

## Иллюстрации

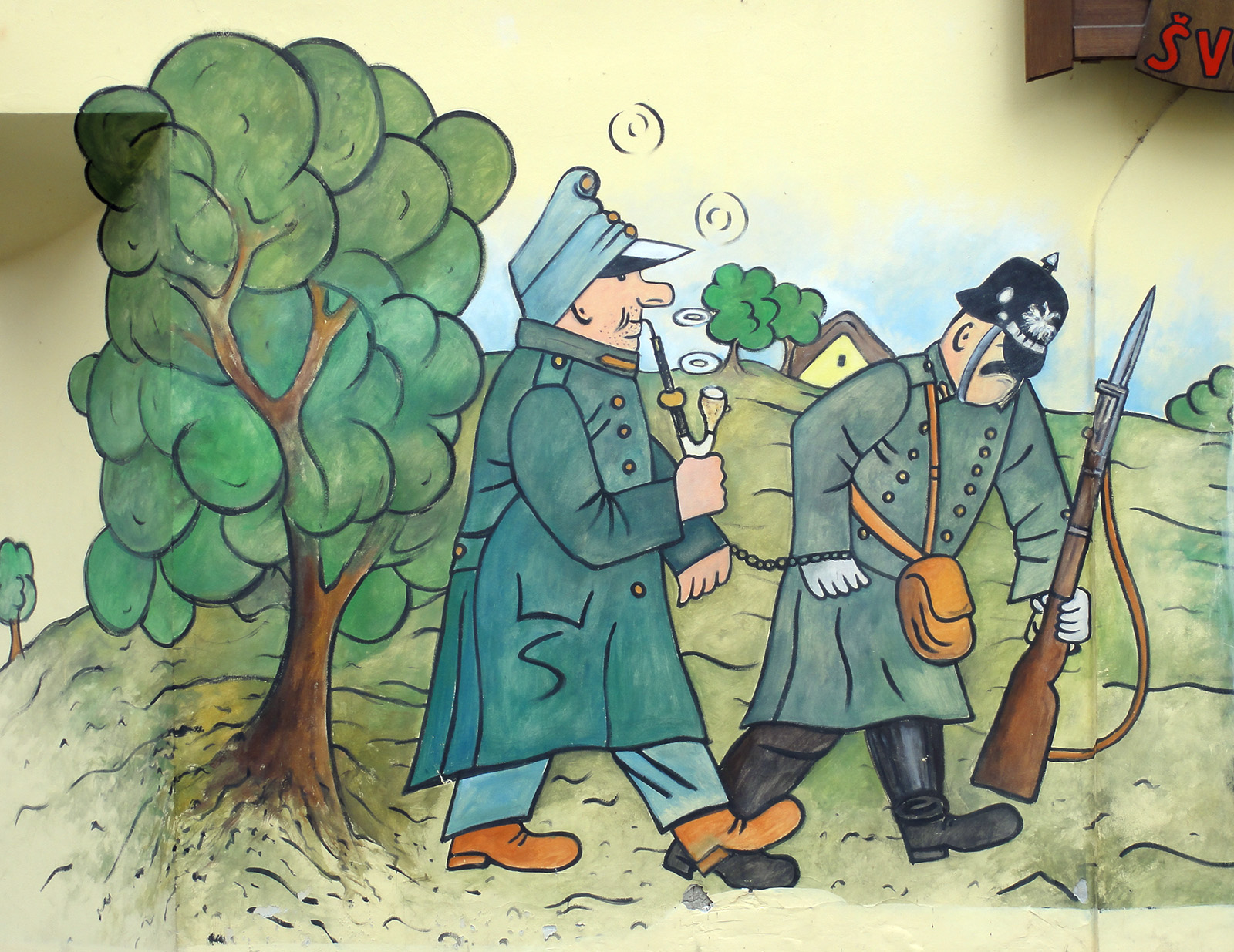
Рисунок Йозефа Лады со сценой из романа, воспроизведённый на стене возле ресторана в Праге

Классический образ Швейка и других персонажей романа создал друг Гашека художник Йозеф Лада. Несколько сотен иллюстраций (рисунков тушью) не только использовались в различных изданиях романа, но и издавались отдельными книгами.

## Переводы
«Похождения Швейка» — самый популярный чешский роман в мире, переведён был на 58 языков (2015). Он издавался на русском, словацком, украинском, белорусском, сербском, хорватском, болгарском, македонском, словенском, польском, немецком, нидерландском (голландском), английском, французском, итальянском, испанском, каталанском, португальском, греческом, албанском, венгерском, финском, эстонском, латышском, литовском, румынском, молдавском, армянском, шведском, датском, исландском, норвежском, арабском, персидском, турецком, татарском, грузинском, монгольском, вьетнамском, корейском, китайском и японском языках, а также на идише, иврите и эсперанто.

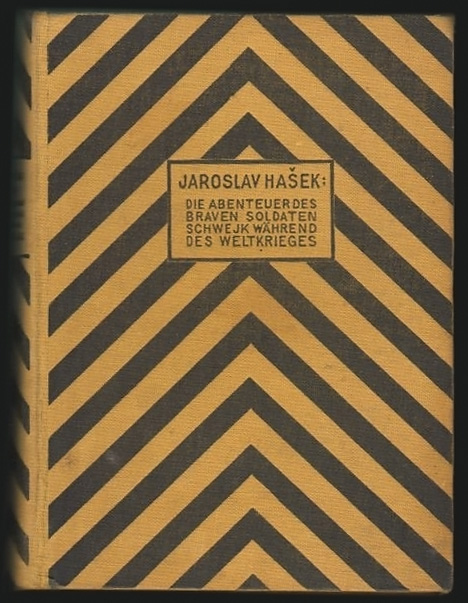
Первое немецкое издание

Первый русский перевод был сделан с немецкого языка («Приключения бравого солдата Швейка», чч. 1—4, перевод Г. А. Зуккау. — Л.: Прибой, 1926—1928).
В 1926 году был издан «Швейк в русском плену» в переводе Мориса Слободского.
В 1929 году появился перевод частей 1—2, сделанный с чешского П. Г. Богатырёвым. Издание было дополнено предисловием В. А. Антонова-Овсеенко и проиллюстрировано Ж. Гроссом (Гашек, Ярослав. Похождения бравого солдата Швейка, ч. 1. / Пер. П. Г. Богатырёва. — М.—Л.: ГИЗ, 1929. — (Серия «Дешёвая библиотека Госиздата»). В 1956—2016 годах общий тираж его перевода превысил 5,3 млн. Многие «скабрёзные» места романа не были отцензурированы: использованы первые буквы непечатных выражений.
В 1934 году Гослитиздатом выпущен перевод с чешского П. Г. Богатырёва (чч. 1—2) в соавторстве с Г. А. Зуккау (чч. 3—4 и продолжение К. Ванека). Скабрёзные места романа подвергнуты цензуре, сглаживанию.
В 1937 году выпущен перевод «Похождений Швейка» В. Чернобаева (чч. 3—4), отличающийся весьма низким качеством и тенденцией «борьбы с натурализмом».
В 1956—2016 годах перевод П. Г. Богатырёва многократно переиздавался, в том числе с избранными иллюстрациями Й. Лады, общий тираж превысил 5,3 млн. Все иллюстрации Йозефа Лады были изданы для СССР в Чехословакии отдельной книгой с кратким изложением эпизодов романа на русском языке.
В 2001 году ростовское издательство «Феникс» опубликовало «адаптированный» перевод романа В. Лавровой и А. Фёдорова, которые, согласно аннотации, «максимально приблизили к восприятию современным читателем». Однако читатели не приняли этот далекий от оригинала перевод, к тому же сильно урезанный.

## Адаптации

### Театральные постановки
Первая инсценировка была сделана Э. А. Лонгеном 2 ноября 1921 года.
Театральные постановки способствовали тому, что считавшийся «нелитературным» роман был причислен к шедеврам и стал известен всей культурной Европе. Особенно этому способствовала берлинская инсценировка Эрвина Пискатора 1928 года в театре на Ноллендорферплац в духе «политического театра», ставшая обвинением капитализму, его судейскому и милитаристскому аппаратам. Финалом представления была сцена на небесах (сон кадета Биглера перед Будапештом), режиссёр нанял группу настоящих инвалидов, которые шли на приём к богу, из-за чего сцена вызывала ужас.
В середине 1922 года Гашек за пять тысяч крон передал антрепренёру А. Фенцлю все права на постановку и съёмки фильма; позже в «Адрии» он ставил и разные пошлые продолжения «Похождений», сочинённые Рудой Маржиком, такие как «Швейк в Генуе», «Швейк выиграл в лотерею», «Швейк против Колчака», «Швейк и его дети-близнецы», «Швейк на службе в России», «Швейк снова в Чехии», «Швейк на Марсе» и т. п.
Постановка Эмиля Буриана 1935 года не была пацифистской — были показаны судьбы многих чешских солдат, защищающихся не только средствами гротеска, но и естественной народной простотой.
Переосмысление образа Швейка выполнил Бертольт Брехт в пьесе «Швейк во Второй мировой войне» (1943, поставлена в 1958).

### Экранизации
Первая экранизация романа появилась уже спустя три года после смерти Гашека, в 1926 году. С тех пор похождения Швейка не раз становились основой для фильмов разных стран. Также существует целый ряд экранизаций по мотивам романа.
- «Бравый солдат Швейк» (Dobrý voják Švejk)[48] — 1926, Чехословакия;
- «Швейк на фронте» (Švejk na frontě) — 1926, Чехословакия;
- «Швейк в русском плену» (Švejk v ruském zajetí) — 1927, Чехословакия;
- «Швейк на гражданке» (Švejk v civilu) — 1927, Чехословакия;
- «Бравый солдат Швейк» (Dobrý voják Švejk) — 1931, Чехословакия;
- «Швейк готовится к бою» — 1942, СССР.
- «Новые похождения Швейка» — 1943, СССР.Кадр из фильма «Новые похождения Швейка». В роли Швейка — Борис Тенин

Кадр из фильма «Новые похождения Швейка». В роли Швейка — Борис Тенин

- «Новые приключения Швейка» (Schweik’s New Adventures) — 1943, Великобритания;
- «Бравый солдат Швейк» (Dobrý voják Švejk) — (мультфильм) 1955, Чехословакия;
- «Бравый солдат Швейк» (Dobrý voják Švejk) — 1957, Чехословакия — Самая известная экранизация;[49]
- «Приключения бравого солдата Швейка» (Die Abenteuer des braven Soldaten Schwejk) (телесериал) — 1958, ФРГ
- «Швейк на фронте» (Poslušně hlásím) — 1958, Чехословакия;
- «Бравый солдат Швейк» (Der brave Soldat Schwejk) — 1960, ФРГ;
- «Молодые годы Швейка» Schwejks Flegeljahre — 1963, Австрия;
- «Приключения бравого солдата Швейка» (Kunnon sotamies Svejkin seikkailuja) (телесериал) — 1968, Финляндия
- «Приключения бравого солдата Швейка» (De avonturen van de brave soldaat Schwejk) (телесериал) — 1968, Бельгия
- «Швейк во Второй мировой войне» (телефильм) — 1969, СССР
- «Швейк во Второй мировой войне» (Svejk i anden verdenskrig) (телесериал) — 1970, Дания
- «Приключения бравого солдата Швейка» (Die Abenteuer des braven Soldaten Schwejk) (телесериал) — 1972, ФРГ
- «Швейк во Второй мировой войне» (Schweik na Segunda Guerra Mundial) — 1975, Португалия
- «Бравый солдат Швейк» (Osudy dobrého vojáka Švejka) (мультфильм) — 1986, Чехословакия
- «Повесть о Йозефе Швейке и его величайшей эпохе» (Opowieść o Józefie Szwejku i jego najjaśniejszej epoce) (телесериал) — 1995, Польша
- «Похождения бравого солдата Швейка» — мультфильм 2009 года, Ялта-фильм.

Кроме того, в 1941 году в СССР был снят «Боевой киносборник № 7», где одним из героев является Швейк. В советских фильмах, снятых во Вторую мировую войну, было изменено имя Швейка: вместо оригинального «Йозеф» используется имя «Иосиф».

### Прочее
В 2007 году компанией «СофтКлаб» выпущена игра для PC «Похождения бравого солдата Швейка» в жанре квест (разработчик — Lazy Games).